# La Victoire
La Victoire är en kommun i Haiti.   Den ligger i departementet Nord, i den centrala delen av landet, 90 km norr om huvudstaden Port-au-Prince. Antalet invånare är 9 587. Arean är 31 kvadratkilometer.
Terrängen i La Victoire är kuperad söderut, men norrut är den platt.